# Gemeine Holzwespe
Die Gemeine Holzwespe (Sirex juvencus), oder auch Kiefernholzwespe genannt, ist ein weltweit verbreiteter Vertreter der Familie der Holzwespen.

## Verbreitung und Lebensraum
Die Gemeine Holzwespe kommt in Europa, Japan, Australien, Nordamerika (bis Labrador und Neufundland) vor. Sie kommt hauptsächlich in Kiefernwäldern vor, selten auch in Fichtenbeständen.

## Beschreibung
Die Gemeine Holzwespe wird 15 bis 30 Millimeter groß. Ihr Körper ist blauschwarz. Bei den Fühlern der Weibchen sind, abgesehen vom Grundglied, die ersten fünf Glieder rostfarben, die folgenden zehn schwärzlich. Die Männchen besitzen einen rot-goldenen Ring am Hinterleib.

## Fortpflanzung
Die Weibchen suchen zu Eiablage einen frisch gefällten, kranken oder verletzten Baum auf. Ausgetrocknetes oder verbautes Holz wird nicht verwendet. Mit Hilfe ihres Legestachels legen sie 8 bis 10 Eier unter die Rinde, zusammen mit Sporen des Braunfilzigen Schichtpilzes (Amylostereum areolatum). Die Gesamtproduktion umfasst mehrere hundert Eier.
Die Larven sind weiß und augenlos. Sie besitzen Stummelbeine an der Brust, jedoch keine Bauchfüße. Sie ernähren sich vom Myzel des Pilzes und bohren Gänge in das Holz, welche sie später wieder mit Sägemehl auffüllen. Diese Fraßgänge können bis zu 40 Zentimeter lang werden und haben einen Durchmesser zwischen 4 und 7 Millimeter. Zur Verpuppung graben sie eine kleine Kammer dicht unter der Rinde, die sogenannte „Puppenwiege“. Die Ausfluglöcher der schlüpfenden Wespen haben einen Durchmesser zwischen 4 und 10 Millimeter.
Die Entwicklung dauert drei bis sechs Jahre.

## Nahrung
Die Nahrung der Larven in den Fraßgängen besteht aus von durch die vielen Pilzhyphen zu Weißfäule abgebautem Holz.

## Wirtschaftliche Schäden
Der hervorgerufene Schaden bleibt relativ gering, da stark befallenes Holz bei der Verarbeitung aussortiert wird und bereits getrocknetes Holz für die Eiablage keine Verwendung findet.
Jedoch kann es vorkommen, dass schlüpfende Wespen aufliegende Materialien (Teppiche, Linoleum und sogar Dachpappe) durchnagen und dadurch Schäden anrichten.